# حزقيال ستون يغينز
حزقيال ستون يغينز (بالإنجليزية: Ezekiel Stone Wiggins )‏ (و. 1839 – 1910 م) هو عالم فلك، وعالم وبائيات، وكاتب خيال علمي من كندا . ولد في نيو برونزويك .
توفي عن عمر يناهز 71 عاماً.